# ポール・クレストン
ポール・クレストン（Paul Creston、1906年10月10日 ニューヨーク - 1985年8月24日 カリフォルニア州サンディエゴ）は、アメリカ合衆国の作曲家・オルガニスト。本名はジュゼッペ・グットヴェッジョ（Giuseppe Guttoveggio）。イタリア系。

## 経歴
15歳で学校を中退後、オルガニストをしながら独学で作曲を学ぶ。その後、ヘンリー・カウエルに認められて《ピアノのための5つのダンス》作品1でデビューを果たした。1938年にグッゲンハイム奨学金を受けることになり、1940年の《交響曲第一番》がニューヨーク批評家協会賞及びパリ・レファレンダム国際作曲コンクールで第1位（1952年）を受賞したことから国際的に高く評価されるようになった。
作風としてはかなり保守的な傾向が見られ、様式においては調的で、リズムの要素が強い。作品のいくつかは、ウォルト・ホイットマンの詩に触発されている。また、吹奏楽曲の「ザノーニ」作品40、「プレリュードとダンス」作品76などはよく演奏される。
教師として、作曲家のジョン・コリリアーノやチャールズ＝ローランド・ベリー、ジャズミュージシャンのラスティー・デドリックやチャーリー・クィーナーを指導した。リズム法や記譜法に関する理論書も残している。
1956年に全米作曲家・指揮者協会の会長に選出され、1960年には米国作曲家作詞家出版者協会（ASCAP）の会長に選出された(~1968年)。

## 主要作品
- 交響曲:6曲
- ヴァイオリン協奏曲:2曲
- マリンバ小協奏曲作品21
- ピアノ協奏曲作品43
- 2台のピアノのための協奏曲作品50
- アコーディオン協奏曲作品75
- サクソフォーン協奏曲
- トロンボーンとオーケストラのための幻想曲：ロバート・マーステラーに献呈
- アルトサクソフォーンのための狂詩曲：ジャン＝マリー・ロンデックスに献呈
- サクソフォーン・ソナタ作品19：セシル・リースンに献呈

## 文献
- Creston, Paul (1964). Principles of Rhythm. New York: F. Columbo. OCLC 335167
- Creston, Paul (1979). Rational metric notation : the mathematical basis of meters, symbols, and note-values. Hicksville, New York: Exposition Press. ISBN 0-682-49052-0. OCLC 6086922
- Simmons, Walter. Voices in the Wilderness: Six American Neo-Romantic Composers. (Lanham, MD: Scarecrow Press, 2006) ISBN 978-0-8108-5728-5. OCLC 65182234.
- Slomski, Monica J. (1994). Paul Creston : a bio-bibliography. Westport, Conn.: Greenwood Press. ISBN 0-313-25336-6. OCLC 30895095